# Boulder Mountain
Der Boulder Mountain in Utah macht etwa die Hälfte des Aquarius Plateau in Süd-Zentral-Utah in Wayne und Garfield County aus. Der Berg erhebt sich im Westen des Capitol Reef National Park und besteht aus Steilhängen und Klippen mit über 200 km² Wald und Wiesen auf der Oberfläche.
Utah State Route 12 durchquert die östliche Seite des Berges von Torrey durch Boulder und weiter nach Escalante. Eine Reihe von unbefestigten Straßen erlaubt die Zufahrt zum Gipfel während der kurzen schneefreien Zeit, in der Regel nur wenige Monate von Juli bis September.
Die Potentilla angelliae ist eine endemische Pflanze, die auf dem Boulder Mountain vorkommt.